# Andreas Isaksson
Andreas Isaksson (en sueco an'dreːas 'ɪːsaksɔn) (Trelleborg, Suecia, 3 de octubre de 1981) es un exfutbolista sueco. Su último equipo fue el Djurgårdens IF de su país natal.

## Biografía
Isaksson comenzó su carrera en el equipo de su ciudad, Trelleborgs FF, donde jugó durante dos temporadas, 1998 y 1999. Se transformó en un gran proyecto de arquero y fue adquirido por la Juventus, uno de los equipos más importantes de Italia, en 1999, pero con Edwin van der Sar, arquero de la selección neerlandesa, en el equipo Isaksson nunca tuvo oportunidades para jugar como titular.
En 2001 firmó con Djurgårdens IF, equipo de la primera división sueca (Allsvenskan) con el objetivo de volver a jugar en un primer equipo. En sus primeras dos temporadas, 2002 y 2003, Djurgårdens logró un bicampeonato así como la Copa de Suecia en ambos casos, e Isaksson fue elegido como el mejor arquero de la liga. En 2004, firmó con Rennes de la Ligue 1 francesa, donde actuó como titular en su puesto. Su compañero en Djurgårdens, Kim Källström, también se desempeñaba en ese equipo.
En agosto de 2006, fue transferido al Manchester City de la FA Premier League por £2.000.000. Se esperaba que reemplazace a David James como titular, pero dado a diversas lesiones de tobillo y rodilla y la presencia de Nick Weaver, no hizo su primera aparición oficial hasta el 9 de diciembre de 2006, ingresando por el lesionado Weaver, en un partido oficial de Manchester City por Premier League.
En julio de 2008 ficha por el PSV Eindhoven para suplir a Gomes, que había fichado por el Tottenham Hotspur, luego de varios años, en julio de 2012  deja el club para irse a Turquía y fichar por el Kasımpaşa SK.

## Selección nacional
Mientras estuvo en Djurgårdens, Isaksson se convirtió en el reemplazante de Magnus Hedman en la selección de fútbol de Suecia jugando por primera vez como internacional contra Suiza, en marzo de 2002. Poco después, fue convocado para integrar el plantel sueco en la Copa Mundial de Fútbol de 2002 donde no jugó ningún partido. Sin embargo, poco después una lesión de Hedman otorgó a Isaksson la oportunindad de jugar por primera vez para su selección con determinada regularidad, jugando en casi todos los partidos clasificatorios a la Eurocopa 2004, y todos los partidos de Suecia en ese torneo.
Isaksson se estableció como primer arquero de su selección desde la Eurocopa 2004, jugando tres partidos de la Copa Mundial de Fútbol de 2006, faltando únicamente al primer encuentro contra Trinidad y Tobago por lesión. Su reemplazante fue el segundo arquero Rami Shaaban. Hasta julio de 2006, cuenta con 42 participaciones en su seleccionado.

### Participación en Copas del Mundo
| Copa Mundial                   | Sede                  | Resultado        | Partidos | Goles en Contra |
| ------------------------------ | --------------------- | ---------------- | -------- | --------------- |
| Copa Mundial de Fútbol de 2002 | Corea del Sur y Japón | Octavos de final | 0        | 0               |
| Copa Mundial de Fútbol de 2006 | Alemania              | Octavos de final | 3        | 4               |
| Total                          | Total                 | Total            | 3        | 4               |

### Participaciones en Eurocopas
| Eurocopa      | Sede              | Resultado        | Partidos | Goles en contra |
| ------------- | ----------------- | ---------------- | -------- | --------------- |
| Eurocopa 2004 | Portugal          | Cuartos de final | 4        | 3               |
| Eurocopa 2008 | Austria y Suiza   | Fase de grupos   | 3        | 4               |
| Eurocopa 2012 | Polonia y Ucrania | Fase de grupos   | 3        | 5               |
| Eurocopa 2016 | Francia           | Fase de grupos   | 3        | 3               |
| Total         | Total             | Total            | 13       | 15              |

## Clubes
| Club            | País         | Año       |
| --------------- | ------------ | --------- |
| Trelleborgs FF  | Suecia       | 1999      |
| Juventus        | Italia       | 1999-2001 |
| Djurgårdens IF  | Suecia       | 2001-2004 |
| Stade Rennais   | Francia      | 2004-2006 |
| Manchester City | Inglaterra   | 2006-2008 |
| PSV Eindhoven   | Países Bajos | 2008-2012 |
| Kasımpaşa SK    | Turquía      | 2012-2016 |
| Djurgårdens IF  | Suecia       | 2016-2018 |